# Dwight Ball
 (août 2020).
Si vous disposez d'ouvrages ou d'articles de référence ou si vous connaissez des sites web de qualité traitant du thème abordé ici, merci de compléter l'article en donnant les références utiles à sa vérifiabilité et en les liant à la section « Notes et références ».
Dwight Ball, né le 21 décembre 1957 à Deer Lake, est un homme politique canadien, membre du Parti libéral. Il est premier ministre de Terre-Neuve et Labrador de 2015 à 2020.

## Biographie

### Jeunesse et vie professionnelle
Ball est élevé à Deer Lake, sa ville natale à Terre-Neuve-et-Labrador, et diplômé de l'école secondaire régionale Elwood. Il fréquente l'Université Memorial à l'âge de 17 ans. Son frère cadet Dean Ball est le maire de Deer Lake depuis 2009.
Ball est le récipiendaire du Bowl of Hygeia Award (en) pour son travail de pharmacien communautaire qui a débuté avec la franchise de la pharmacie de Deer Lake. Il achète ensuite une pharmacie communautaire à Springdale, devient propriétaire de plusieurs foyers de soins pour personnes âgées et participe à des projets de développement immobilier et de capital-risque. Les villes de Deer Lake et de Springdale ont toutes deux nommé Ball en tant qu'employeur de l'année pour sa contribution à des programmes d'aide à l'emploi dans la région.

### Carrière politique
Ball est candidat libéral dans le district de Humber Valley aux élections provinciales de 2003, mais il est défait par la candidate progressiste-conservatrice Kathy Goudie par moins de 200 votes. Lorsque Goudie démissionne de la législature, Ball participe à une élection partielle pour lui succéder le 13 février 2007. Après le dépouillement, le candidat progressiste-conservateur Darryl Kelly semble avoir remporté l'élection partielle avec une marge d'avance de douze voix; Cependant, Ball est déclaré plus tard élu avec une marge de dix-huit votes. Un recomptage judiciaire est effectué des semaines plus tard et aboutit à une réduction de l'avance de Ball à sept voix. Cependant, huit mois plus tard, lors des élections générales du 9 octobre, Kelly l'emporte sur Ball par 254 voix d'avance. Quatre ans plus tard, Ball se présente de nouveau comme le candidat libéral aux élections de 2011 et, cette fois, bat de justesse Kelly par 68 voix. À la suite de la défaite de Kevin Aylward lors de ce scrutin, Dwight Ball le remplace comme chef du Parti libéral par intérim le 3 janvier 2012. Il est confirmé à la tête de son parti en novembre 2013.
Ball est nommé premier ministre en décembre 2015 après avoir mené le Parti libéral à la victoire en remportant 31 des 40 sièges à la Chambre d'assemblée lors des élections de novembre. À la suite des élections de 2019, le gouvernement Ball est reconduit mais sur une base minoritaire.
Le 17 février 2020, Ball annonce sa prochaine démission comme chef du Parti libéral et premier ministre. L'élection de son successeur est alors prévue pour le mois de mai, mais elle est reportée en raison de la pandémie de Covid-19. Le 3 août 2020, le chirurgien Andrew Furey est choisi comme successeur de Ball, puis lui succède comme premier ministre le 19 août.
Le 7 septembre 2020, Dwight Ball démissionne de son poste de député de la circonscription de Humber-Gros Morne, permettant ainsi à Andrew Furey qui l'a remplacé comme premier ministre, de le remplacer également comme député. Le 6 octobre, Andrew Furey est élu député de la circonscription.